# Гунченко, Дмитрий Анатольевич
Дмитрий Анатольевич Гунченко (род. 17 апреля 1963) — советский и российский хоккеист, защитник. Тренер.

## Биография
Воспитанник ленинградского СКА. Практически всю карьеру провёл в команде низших лиг «Ижорец». В начале сезона 1988/89 сыграл несколько матчей (по разным данным — от четырёх до шести) в высшей лиге за СКА. Играл в клубах Финляндии «Центрс» (Пиетарсаари, 1991/92) и «Джимака» (Иматра, 1992/93).
Работал детским тренером в петербургском «Спартаке».
В 2004 году переехал в Новую Зеландию. Жил в Крайстчерче, тренировал детские, мужские, женские команды, а также сборные U18 и U20. Команда, в которой работал Гунченко, победила в третьем дивизионе чемпионата мира среди молодёжи 2008. В 2010 закончил работать с молодежными командами, недолго был консультантом мужской сборной. Несколько лет работал клубным тренером клуба «Кентербери Ред Девилз». После землетрясения в Крайстчерче 2011 года переехал в Австралию.